# Alex Newell
Alex Eugene Newell, né le 20 août 1992 à Lynn dans le Massachusetts, est un acteur et chanteur américain. Résidant à Lynn, il est connu d'une part pour son rôle de Unique Adams dans la série télévisée Glee à partir de la troisième saison ainsi que pour son interprétation de Mo, l'ami et gardien d'immeuble/DJ de Zoey dans la série Zoey et son incroyable playlist, et d'autre part, pour avoir été finaliste dans la première saison de l'émission The Glee Project.

## Biographie

### Jeunesse
Alex Newell est né le 20 août 1992 à Lynn au Massachusetts.
Son père décède d'un cancer lorsqu'il est âgé de six ans et sa mère l'élève seule. Après quatre années d'études à la Kipp Lynn Academy (en), il est admis dans le lycée privé Bishop Fenwick High School (en), d'où il sort diplômé en 2012. Il est membre de la chorale de son école et de son église. À l'automne 2012, il est accepté au Berklee College of Music mais déménage à Los Angeles pour jouer dans la quatrième saison de Glee alors qu'il est l'un des finalistes du Glee Project.

### Carrière

#### The Glee Project
En 2011, Alex Newell auditionne pour l'émission de télévision The Glee Project via YouTube, alors qu'il est encore au lycée. Il est sélectionné parmi les douze candidats de l'émission afin d'avoir un rôle dans la série télévisée Glee. Il est l'un des finalistes aux côtés de Lindsay Pearce. Tous les deux obtiennent un rôle pour deux épisodes, mais son contrat est prolongé, ce qui lui vaut un rôle principal lors de la cinquième saison.

#### Glee
Lors de son late-night show, Bill O'Reilly se dit inquiet que des enfants puissent regarder la série télévisée sans surveillance car ils pourraient être encouragés à expérimenter ce qu'il a nommé des « styles de vie alternatifs ». Alex Newell a tenu à lui répondre : « Si les enfants veulent s'exprimer et montrer qui ils sont, ils n'ont qu'à le faire. ».
Lors de la cinquième saison, il est l'un des acteurs principaux mais devient invité lors de la sixième saison.

#### Carrière musicale en solo
Il a obtenu un contrat avec Atlantic Records,. Son premier album studio sera produit par Adam Anders (en). Son premier single, une reprise de la chanson Nobody to Love (en) du duo britannique Sigma, sort le 3 juin 2014.
En 2015, il chante la version rééditée de la chanson Stronger (en) du groupe de musique britannique Clean Bandit. Il sort un single en featuring avec le duo britannique Blonde (en) qui se nomme All Cried Out (en).
En mars 2015, il collabore avec le duo américain The Knocks sur le titre Collect My Love qui figurera sur l'EP du duo qui se nomme So Classic. Le même mois, il reprend la chanson Show Me Love de Robin S dans un style disco-house en collaboration avec le DJ russe Matvey Emerson.

### Vie privée
Une nuit, il avait dit à sa mère qu'il était gay, elle lui a demandé d'aller se coucher. Il révèle qu'il n'a pas de présence et d'influence masculine dans sa vie, et pense que c'est la raison pour laquelle il est gay. Il n'a pas grandi dans le catholicisme, mais a étudié dans une école catholique.

## Discographie
| Année | Titre           | Album                           | Notes                                |
| ----- | --------------- | ------------------------------- | ------------------------------------ |
| 2014  | Nobody to Love  | Life (album de Sigma)           |                                      |
| 2015  | Stronger        | New Eyes (album de Clean Bandit |                                      |
| 2015  | All Cried Out   |                                 | En collaboration avec Blonde         |
| 2015  | Collect My Love | So Classic (EP de The Knocks)   | En collaboration avec The Knocks     |
| 2015  | Show Me Love    | Shom Me Love (album de Robin S) | En collaboration avec Matvey Emerson |
| 2016  | This Ain't Over | EP Power (Feb 2016)             |                                      |

## Filmographie

### Cinéma
- 2013 : Geography Club : Ike
- 2025 : L'Ombre d'Emily 2 (Another Simple Favor) de Paul Feig

### Télévision
- 2011 : The Glee Project : Candidat (finaliste)
- 2012–2015 : Glee : Unique Adams[16],[17], un personnage transgenre[18]
- 2020 : Zoey et son incroyable playlist : Mo

## Distinctions
| Année | Prix                       | Catégorie | Travail nommé  | Résultat   |
| ----- | -------------------------- | --- | -------------- | ---------- |
| 2013  | Screen Actors Guild Awards | Screen Actors Guild Award de la meilleure distribution pour une série télévisée comique (avec Dianna Agron, Chris Colfer, Darren Criss, Samuel Larsen, Vanessa Lengies, Jane Lynch, Jayma Mays, Kevin McHale, Lea Michele, Cory Monteith, Heather Morris, Matthew Morrison, Chord Overstreet, Amber Riley, Naya Rivera, Mark Salling, Harry Shum Jr. et Jenna Ushkowitz) | Glee           | Nomination |
| 2014  | ShoWest Convention         | Ensemble Award (avec Cameron Deane Stewart, Justin Deeley, Meaghan Martin, Allie Gonino, Ally Maki, Nikki Blonsky, Scott Bakula, Marin Hinkle et Ana Gasteyer) | Geography Club | Nomination |
| 2015  | GLAAD Media Awards         | |                |            |

## Concert
- Headline St. Pete Pride[20]